# Запис на заповед
Записът на заповед е ценна книга, писмено обещание за безусловно плащане. Записът на заповед (ЗЗ) е форма за писмено, доброволно и предварително уреждане на финансови отношенията между лица. 

## Общо понятие
Записът на заповед е уреден в Глава XXXI от Търговския закон. Легална дефиниция липсва. В практиката е прието под запис на заповед да се разбира безусловно писмено обещание на едно лице-издател (платец) да плати на друго лице-поемател фиксирана сума пари на определен падеж или на негова заповед. Разпоредбите за запис на заповед се съдържат в чл. 535-538 от Търговския закон, а при липса на такива, се прилагат тези за менителницата, доколкото са съвместими с естеството им. 

## Характеристика
Записът на заповед е едностранна, формална сделка, с която издателят обещава да заплати на поемателя на падежа определена сума пари. Това означава, че по записа на заповед има само 2 лица – издател и поемател (без платец). Прекият длъжник е издател, той отговаря като приелия платец. 

## Реквизити
Задължителните реквизити на записа на заповед съгласно чл.535 ТЗ са:
- наименование – самият документ трябва да е назован „запис на заповед“, а освен това в самия текст на същия този документ трябва да стои изразът „запис на заповед“;
- безусловно обещание да се плати определена сума – задължението може да бъде само в пари и без условия. Условие „ще се плати, ако (нещо)“ води до нищожност. Основание – заради какво са парите – е допустимо да има.
- Сумата в записа на заповед може да е уговорена във валута, като в този случай се прилагат разпоредбите на чл. 494;
- падеж – ако не е посочен, записът на заповед се счита платим на предявяване;
- място на плащане – ако не е посочено такова, мястото на издаването се смята за място на плащането и за местожителство на издателя;
- името на лицето, на което или на заповед на което трябва да се плати;
- дата и място на издаване – записват се в горната лява страна на документа. Ако не е посочено място на издаване се смята, че е издаден в мястото, посочено до името на издателя;
- подпис на издателя – без подпис записът няма правна сила. С подписа си издателят се задължава да плати определената сума на приемателя. [4]

ЗАПИС НА ЗАПОВЕД
за сумата от …………… /…………………………………………/.
    Място на издаване: гр.(с)  ул. …………………………, № ……, ет…., ап…….
    Дата на издаване: …………...2024 г. /………………………………………. две хиляди и дванадесет и четвърта година/.
    Място на плащане: гр..........     ул. …………………………, № ……, ет…., ап…….
    Падеж: ……...2024 г. /………………………….. две хиляди и дванадесет и четвърта   година/.
    Издател: ………………………………….         с ЕГН………………………………. и л.карта №…………………………., изд. На…………..г. от МВР-…………………., жив. в............, гр. .........  ул. …………………………, № ……, ет…., ап……., ще заплатя срещу представянето на настоящия запис на заповед сумата от …………… /…………………………………………/. на ремитента …………………………………….                с ЕГН……………. и л. к. №…………………, изд. на ………………….г. от МВР- ……………...
Издател:.................................... 

## Заповед за изпълнение пред съд
При неплащане поемателят може да поиска издаване на заповед за изпълнение (по чл. 410 – 417 ГПК), когато вземането, независимо от неговата цена, се основава на запис на заповед (чл. 417, т. 10 ГПК).